# Kasinin
Kasinin je peptid dobijen iz Kassina žaba. Kasinin stimuliše sekreciju insulina i glukagona. Po tome se razlikuje od supstance P, sa kojom je strukturno sličan.

## Literatura
1. ↑   уреди
2. ↑  Evan E. Bolton; Yanli Wang; Paul A. Thiessen; Stephen H. Bryant (2008). „Chapter 12 PubChem: Integrated Platform of Small Molecules and Biological Activities”. Annual Reports in Computational Chemistry. 4: 217—241. doi:10.1016/S1574-1400(08)00012-1.
3. ↑  Anastasi A.; Montecucchi P.C.; Erspamer V.; Visser J. (1977). „Amino acid composition and sequence of kassinin, a tachykinin dodecapeptide from the skin of the African frog Kassina senegalensis”. Experientia. 33: 857—858. PMID 891753.
4. ↑  Hans-Georg Gullner; Haruaki Yajima; Virginia Harris; Roger H. Unger. „Kassinin: Stimulation of Insulin and Glucagon Secretion in the Rat”. Endocrinology. 110: 1246—1248. doi:10.1210/endo-110-4-1246. Архивирано из оригинала 05. 09. 2008. г. Приступљено 15. 05. 2011. Текст „issue-4” игнорисан (помоћ)